# Linda B. Bucková
Linda Brown Bucková, nepřechýleně Buck (* 29. ledna 1947) je americká bioložka, spolu s Richardem Axelem nositelka Nobelovy ceny za fyziologii a lékařství za rok 2004. Ocenění získali za výzkum olfaktorického (čichového) systému a zjištění, které geny řídí vnímání vůní.
Linda B. Bucková vystudovala psychologii a mikrobiologii na Washingtonské univerzitě v Seattlu. Roku 1980 získala doktorát z imunologie na Univerzitě v Dallasu. Poté působila na Kolumbijské univerzitě v New Yorku a od roku 1991 na oddělení neurobiologie lékařské fakulty  Harvardovy univerzity v Bostonu. V letech 2002 až 2017 pracovala v Seattlu ve Středisku Freda Hutchinsona pro výzkum rakoviny.

## Mládí a studia
Linda Bucková se narodila 29. ledna 1947 v Seattlu ve státě Washington, byla prostřední ze tří sester. Její otec byl elektroinženýr, který se ve volném čase věnoval různým vynálezům, matka byla v domácnosti. Linda prožila šťastné dětství. Rodiče ji vedli k samostatnému myšlení a nabádali ji, aby v životě dělala něco užitečného a „nespokojila se s něčím průměrným“.
V roce 1975 získala bakalářský titul v oboru psychologie a mikrobiologie na Washingtonské univerzitě v Seattlu a v roce 1980 doktorát z imunologie na Texaské univerzitě v Dallasu.

## Vědecká kariéra
V roce 1980 Bucková zahájila postdoktorský výzkum na Kolumbijské univerzitě v New Yorku a v roce 1982 tam nastoupila do laboratoře Richarda Axela. Fascinovala ji buněčná rozmanitost mozku a ideální téma našla při čtení článku skupiny Sola Snydera o potenciálních mechanismech umožňujících detekci pachů. Byl to okamžik, který jí změnil život: rozhodla se zmapovat čichový proces na molekulární úrovni a sledovat cestu pachů přes buňky nosu až do mozku.
Prvním dílem skládačky bylo zjistit, jak nos pachy detekuje. Bucková se pustila do hledání čichových receptorů v roce 1988 a tři roky intenzivně pracovala s geny potkanů. V roce 1991 publikovala společně s Axelem převratnou vědeckou práci založenou na tomto výzkumu, v níž podrobně popsali svůj objev rodiny 1 000 genů, které kódují nebo produkují čichové receptory. Receptory jsou bílkovinné molekuly, na něž se vážou molekuly určitých pachových látek, umožňují rozpoznávání jednotlivých vůní a nacházejí se na čichových receptorových buňkách, které jsou seskupeny v malé oblasti v zadní části nosní dutiny, v takzvaném čichovém epitelu.
V roce 1991 se Bucková stala docentkou na katedře neurobiologie na lékařské fakultě Harvardovy univerzity, kde založila vlastní laboratoř, aby vyřešila další část skládačky. Po vyřešení záhady, jak jsou pachy detekovány nosem, se snažila zjistit, jak jsou tyto receptorové signály zpracovány a interpretovány v mozku, kde vytvářejí dojem různých vůní.
V roce 1999 Bucková objasnila, že odpovědí na tuto otázku je složitý systém. Každá receptorová buňka má pouze jeden typ pachového receptoru, který je specializovaný na rozpoznávání několika pachů, ale každá pachová látka může být detekována více receptory. Poté, co se molekuly pachových látek naváží na receptory, vysílají receptorové buňky elektrické signály do čichového bulbu v mozku. Receptory společně vytvářejí „kombinatorní kód“, který tvoří  „čichový vzorec“ pro identifikaci specifických pachů a vůní. Tento kód je základem naší schopnosti rozpoznat více než 10 000 různých pachů, stejně jako dokážeme hláskovat tisíce slov pomocí pouhých 26 písmen.
Bucková s Axelem později zjistili, že většina poznatků, které odhalili o čichu u potkanů, je u lidí a dalších zvířat prakticky totožná. Nicméně lidé mají jen asi 350 typů funkčních čichových receptorů, což je asi třetina počtu u potkanů. Geny, které kódují čichové receptory u lidí, představují asi 3 procenta všech lidských genů. Tato zjištění pomohla zvýšit zájem vědců o lidské feromony, pachové molekuly, které u mnoha živočichů vyvolávají určité druhy chování, například sexuální aktivitu.

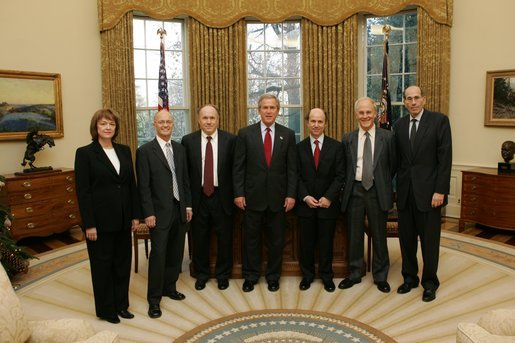
Setkání laureátů Nobelovy ceny za rok 2004 s prezidentem George W. Bushem v Oválné pracovně. Zleva Linda Buck (fyziologie a lékařství), Finn Kydland (ekonomie), Edward Prescott (ekonomie), Frank Wilczek (fyzika), David Gross (fyzika) a Richard Axel (fyziologie a lékařství)

Bucková se dále snažila objasnit, jak se vnímání pachů proměňuje ve vjemy a vzpomínky. Jak se pachové signály detekované v nose zpracovávají v čichové kůře mozku?  Jak se pachové vjemy promítají do emocionálních reakcí a instinktivního chování? V roce 2001, kdy se stala řádnou profesorkou na Harvardu, publikovala studie o tom, jak jsou čichové neurony mapovány v mozkové kůře. Začala mechanismem vnímání čichu v nose a pokračovala k hlubokým účinkům čichu na mozek: paměť, emoce, přitažlivost a odpor.
V letech 2002 až 2017 pracovala Bucková v Centru pro výzkum rakoviny Freda Hutchinsona v Seattlu, kde pokračovala ve zkoumání mechanismů, které jsou základem vnímání pachů, a způsobů, jakými feromony vyvolávají instinktivní chování. Zajímala se také o nervové dráhy, které jsou základem vrozeného chování a základních pudů, jako je strach, chuť k jídlu a rozmnožování. Její laboratoř se také zabývala identifikací genů, které řídí stárnutí a délku života, a zejména otázkou, zda existuje centrální mechanismus, který určuje délku života a reguluje stárnutí buněk v celém těle.
Za objev čichových receptorů a organizace čichového systému byli Linda Bucková a  Richard Alex oceněni v roce 2004 Nobelovou cenou za fyziologii a lékařství.

## Osobní život
V roce 1994 se Bucková seznámila s biologem Rogerem Brentem, za něhož se v roce 2006 provdala.